# Grièges
Grièges är en kommun i departementet Ain i regionen Auvergne-Rhône-Alpes i östra Frankrike. Kommunen ligger  i kantonen  Pont-de-Veyle som ligger i arrondissementet Bourg-en-Bresse. Kommunens areal är 14,87 km². År 2022 hade Grièges 1 909 invånare.

## Befolkningsutveckling
Antalet invånare i kommunen Grièges
Referens: INSEE